# Boone (Iowa)
Pour les articles homonymes, voir Boone.
La ville américaine de Boone est le siège du comté de Boone, dans l’État de l’Iowa. La ville est située à 42° 03′ 40″ N, 93° 53′ 10″ O.

## Histoire
Depuis la fondation de la ville, les chemins de fer sont importants. Le chemin de fer touristique, le Boone and Scenic Valley Railroad, maintient cette histoire. Boone est aussi la capitale de l’Association athlétique des lycées d’Iowa.

## Transports
Boone possède un aéroport (Boone Municipal Airport, code AITA : BNW).
La Lincoln Highway passe par le centre de la ville, mais une nouvelle route à 4 voies a été construite vers la fin des années 1960 qui contourne le centre de Boone par le sud.

## Célébrités
Boone est le lieu de naissance de l'homme politique Richard A. Ballinger et de la Première dame américaine Mamie Doud Eisenhower.

## Personnages fictifs
Douglas Shetland, du jeu vidéo populaire : Splinter Cell: Chaos Theory.